# Badsump

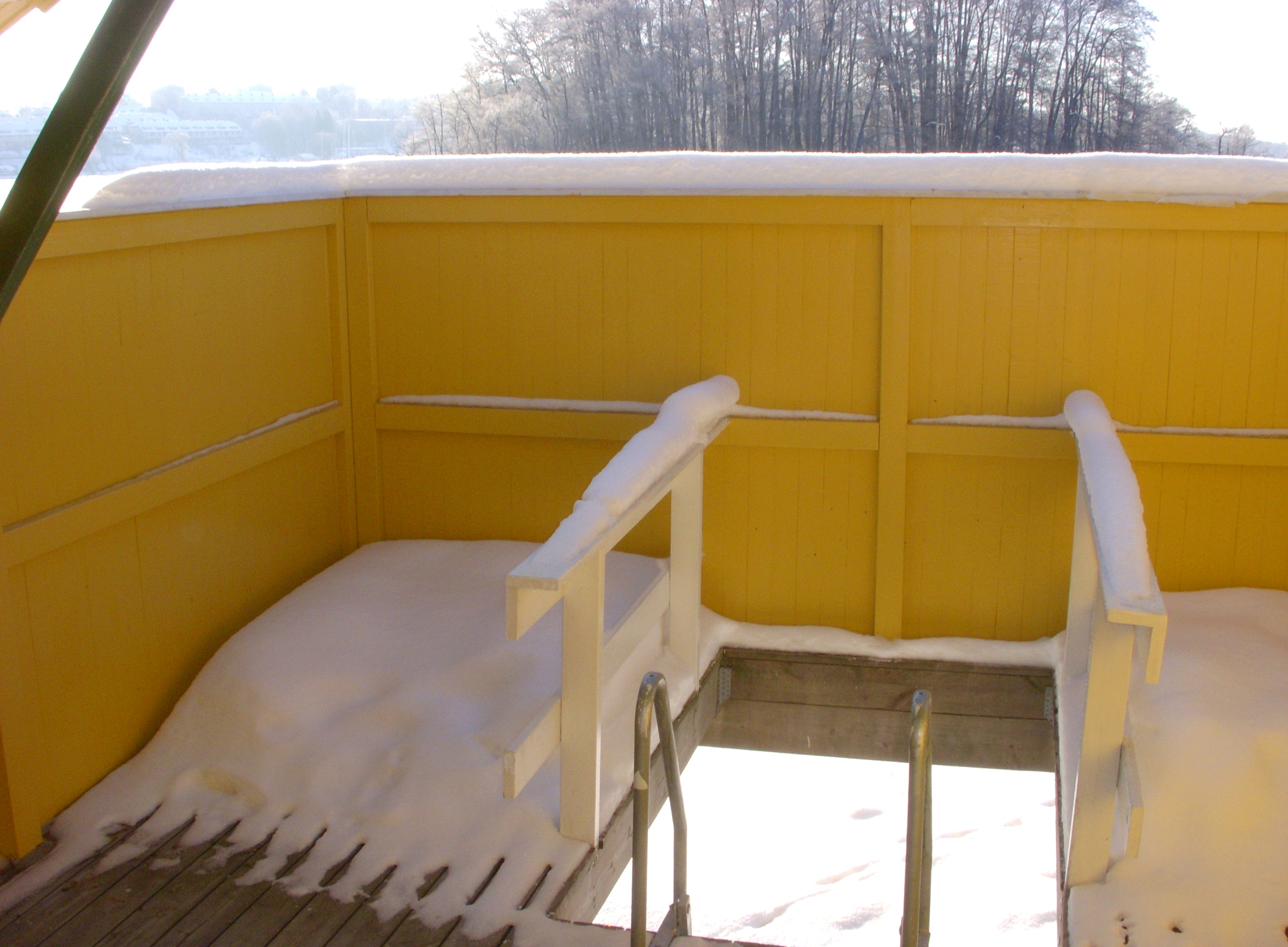
En badsump på vintern vid Lindholmen

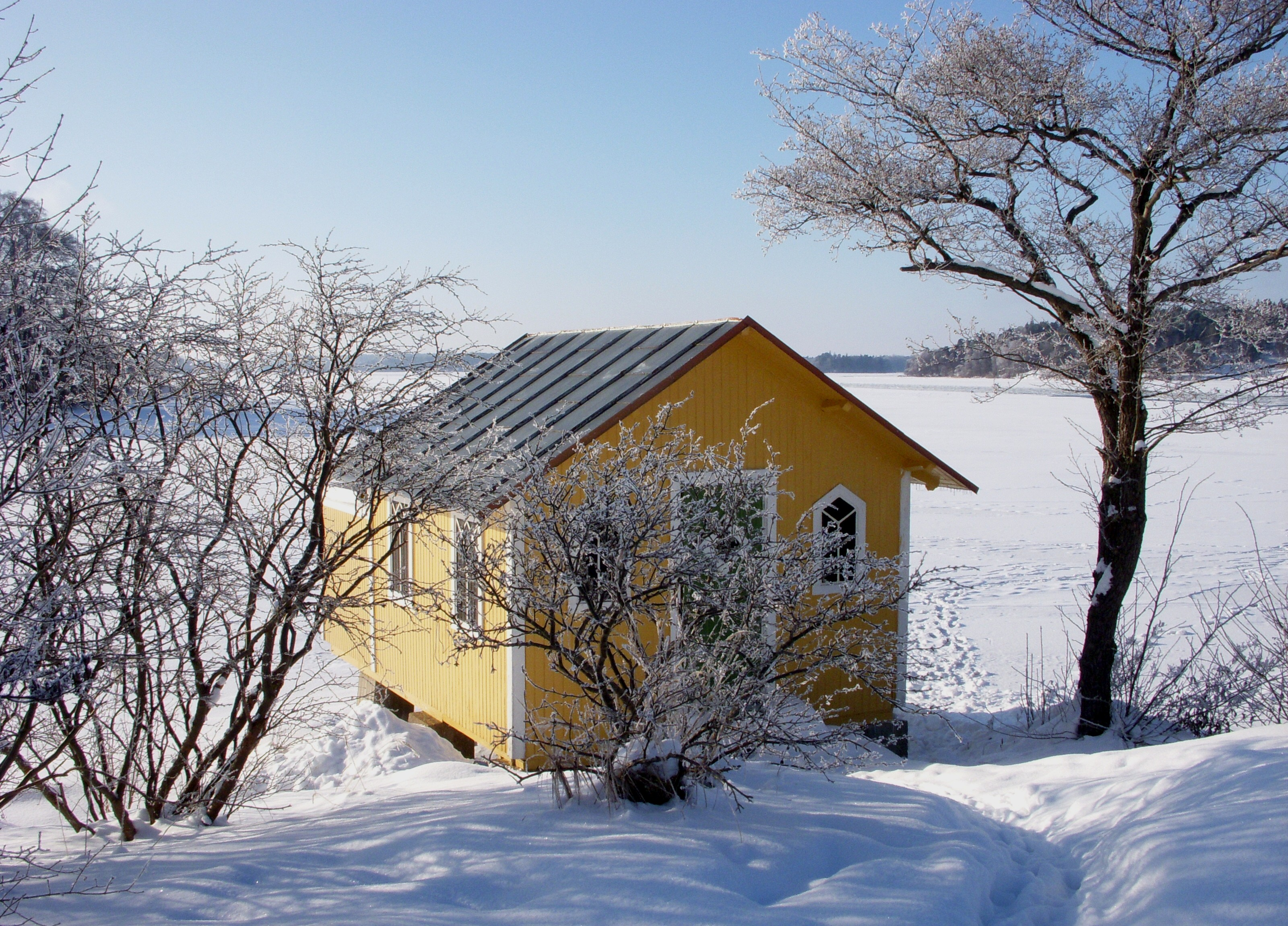
Kallbadhus med badsump vid Lindholmen

Badsump kallas den inhägnade, insynsskyddade äldre typ av badplats, som ofta förekom vid privata strandvillor och där man osedd kunde ta sig ett bad. 
I regel var badsumpen utformat som ett litet kallbadhus i strandkanten med en stege inifrån huset direkt ner till vattnet. Själva "sumpen" kunde ha ett eget golv med lagom vattendjup. 
I den inre skärgården i Stockholmsområdet kan man ännu finna privata små badhus från 1800-talets slut, ibland försedda med badsump, där en stor nedsänkbar bassängkorg av trä gav trygghet åt barnen och de icke simkunniga.